# Meu Pedaço de Pecado
"Meu Pedaço de Pecado" é o single de estreia do cantor brasileiro de piseiro João Gomes. Foi lançado em maio de 2021 como o primeiro single do álbum Eu Tenho a Senha. Entre julho, agosto e setembro foi a canção Top 50 Streaming em 2021. Além disso, também viralizou no TikTok através de vídeos de sua coreografia.
Como parte da divulgação, no Brasil, do live-action de One Piece, baseado no mangá homônimo na qual João Gomes é fã, a Netflix o-convidou para gravar uma paródia de sua canção agora intitulada "Pegada de Pirata" e tematizada com o contexto da série. Em 22 de setembro de 2023, a regravação foi lançada no canal do YouTube da Netflix Brasil.

## Lançamento
"Meu Pedaço de Pecado" foi lançada em 1 de junho de 2021 como o primeiro single de Eu Tenho a Senha, com música e videoclipes disponibilizados na mesma data. A música foi um sucesso comercial imediato. O vídeo alcançou 70 milhões de visualizações no YouTube em cerca de 6 meses.

## Outras gravações
Em 3 de novembro de 2021, a advogada e cantora paraibana Juliette chegou a gravar um cover da canção para seu canal do YouTube, porém o vídeo acabou sendo retirado quando já estava com 100 mil visualizações.